# Kesselskade
De Kesselskade is een straat in het centrum van de Nederlandse stad Maastricht. De straat werd in de 19e eeuw een kade, nadat de oostelijke straatwand was afgebroken voor de aanleg van het Kanaal Luik-Maastricht (1845-1850). Na demping van het kanaal (na 1962) werden hier de Maasboulevard en Maaspromenade aangelegd. De straat is genoemd naar de in Maastricht geboren neoclassicistische beeldhouwer Mathieu Kessels.

## Geschiedenis
De straat heette oorspronkelijk Bokstraat, genoemd naar het huis In den Bock, ook wel in het Latijn In Hirco geheten, voor het eerst genoemd in 1385. Aan de straat lag een open plaats, die aangeduid werd als Boxstat (vergelijk: Grote en Kleine Staat). De achterkant van de huizen langs de oostzijde van deze straat stonden met hun rug tegen de eerste stadsmuur van Maastricht, die hier dicht langs de Maas liep. Hier bevonden zich enkele poternes of waterpoorten, die toegang gaven tot een smalle kade langs de Maas. Van noord naar zuid waren dit de Molenpoort (ook wel Hoendermaaspoort; tegenover de Hoenderstraat), de Jodenpoort (of Koolpoort; tegenover de Jodenstraat) en de Schuttenpoort (tegenover de Maastrichter Brugstraat). Tevens stond hier vanaf het midden van de 13e eeuw het Augustijnenklooster. Het klooster lag aanvankelijk aan de noordoostzijde van de straat, vlak bij de iets later gebouwde Sint Servaasbrug. Begin 17e eeuw werd een nieuw klooster gebouwd aan de overkant van de straat, op de hoek van de Mariastraat, waar tot die tijd de Maria-ten-Oeverenkapel had gestaan. Iets noordelijker lag, aan de verdwenen oostzijde van de Bokstraat, het refugiehuis van de abdij van Val-Dieu, eigenlijk twee woonhuizen (waarvan één Het Groot Posthoorn heette). Hier kreeg in 1636-37 de abt Michiel van Verviers huisarrest van de Staatse troepen, als represaille voor opgepakte predikanten in de baronie Breda. In de nabijheid hiervan stonden het woonhuis van baron De Crassier, waar in 1717 tsaar Peter de Grote logeerde, en het geboortehuis van de klokkenmaker Hendrik Johan Kessels (1781-1849) en diens broer, de beeldhouwer Mathieu Kessels (1784-1836).
Tussen 1845 en 1850 werd het Kanaal Luik-Maastricht gegraven (vanaf 1847 op Nederlands gebied), aanvankelijk Lateraal Kanaal genoemd. Het in oktober 1850 geopende kanaal, dat was gefinancierd door de Belgische Staat, liep evenwijdig aan de Maas. Het was bedoeld om de rivier, die een groot deel van het jaar onbevaarbaar was, te omzeilen, en de stad Luik en Wallonië via het Bassin en de Zuid-Willemsvaart een betere aansluiting te geven op de Kempische kanalen, de havenstad Antwerpen en de Noordzeehavens. Voor de aanleg van het kanaal werden vanaf 1847 de Batpoort, enkele huizen op de Vissersmaas en in de Maastrichter Brugstraat afgebroken en vervolgens een vijftigtal huizen aan de oostzijde van de Bokstraat. De Molenpoort bij de Maasmolen werd eveneens gesloopt. Het overgebleven deel van de straat met de westelijke huizenrij werd voortaan 'Langs het Kanaal' genoemd en in 1875 hernoemd tot Kesselskade, naar de in 1836 te Rome overleden beeldhouwer. In 1894 werd de walmuur langs de Maas tussen het Bassin en de Sint-Servaasbrug tot het maaiveld (?) afgebroken, waarbij ook de Jodenpoort onder de slopershamer viel. In de jaren 1963-1967 werd het kanaal gedempt en werd het tracé benut voor de aanleg van de Maasboulevard (Maastricht). De Kesselskade was vanaf dat moment niet langer kade en werd een verkeersluwe stadsstraat met winkels en horeca. Deze laatste functie is sterk toegenomen na de ondertunneling van de Maasboulevard in 2005, waardoor de Kesselskade en de na de ondertunneling ontstane Maaspromenade nog meer wandelgebied en terraszone zijn geworden.

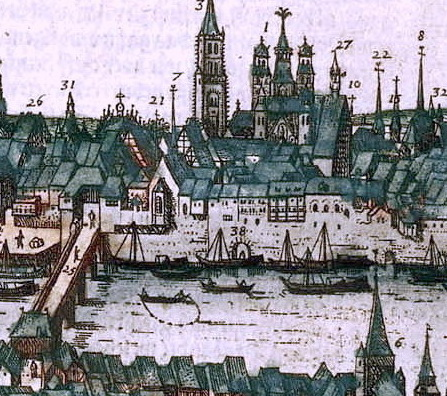
Gezicht op de Bokstraat met 1e Augustijnenklooster (7) en Jodenpoort (38), ca 1575
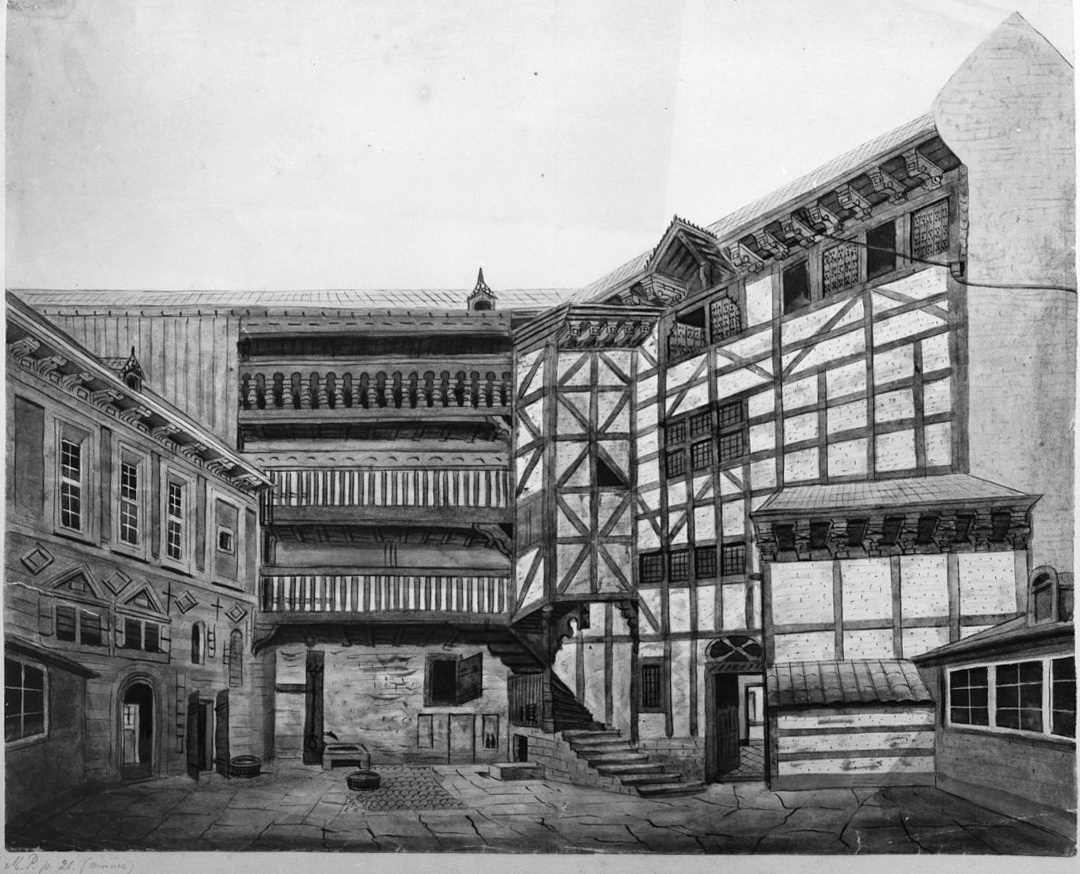
Monumentaal pand in de Bokstraat, afgebroken in 1848
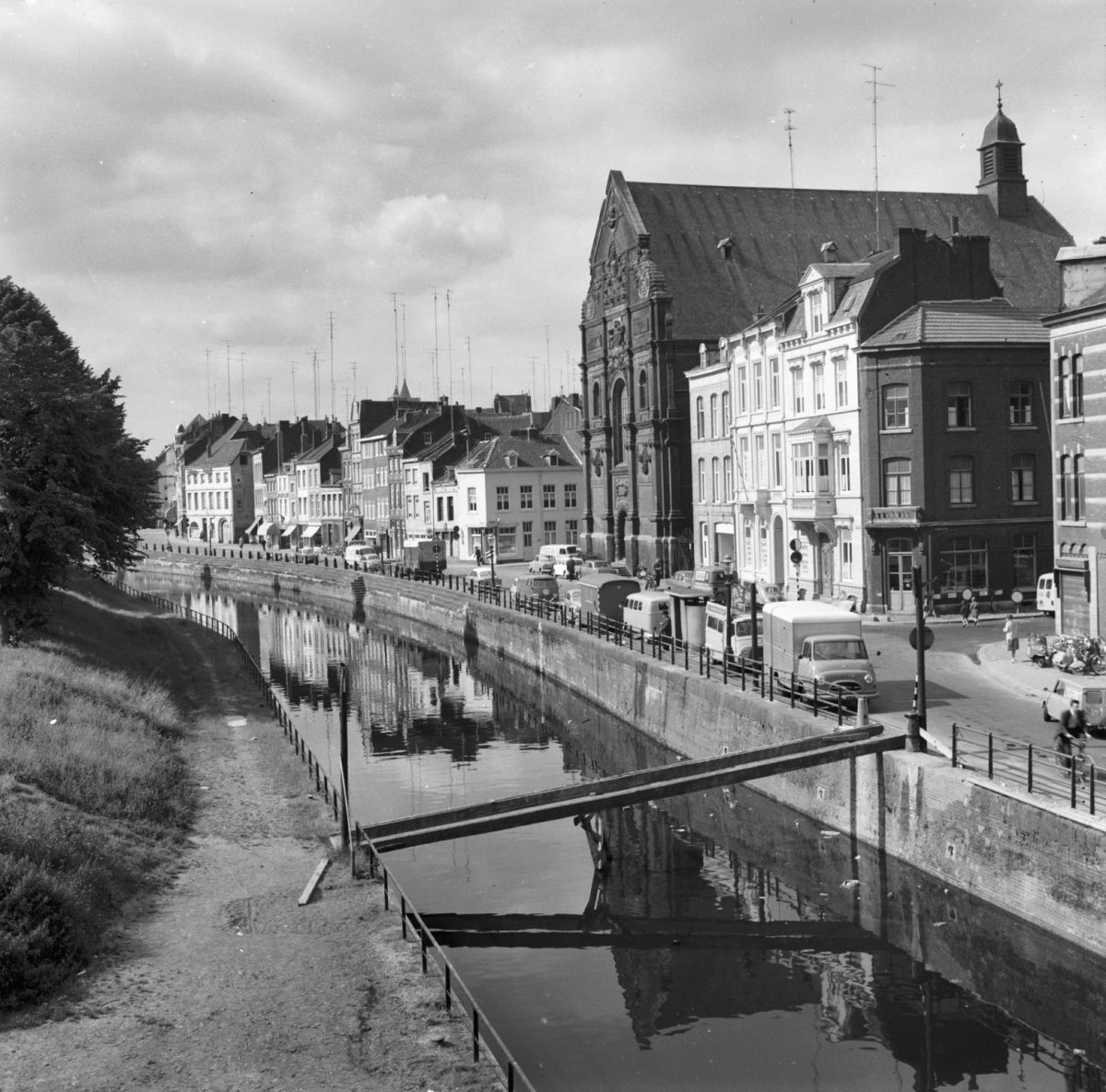
De Kesselskade langs het kanaal Luik-Maastricht in 1962
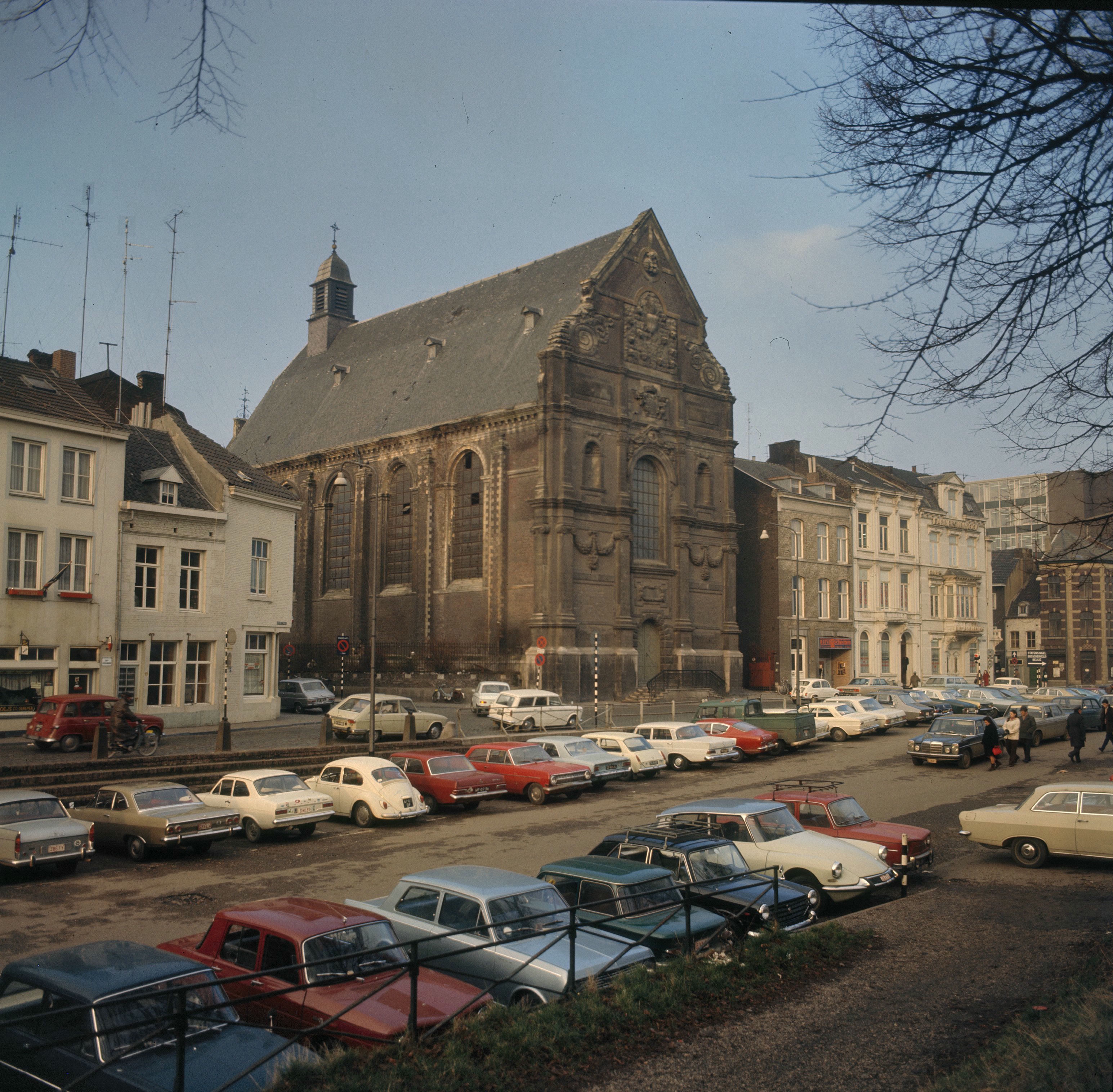
Gedempte kanaal, vóór de aanleg van de Maasboulevard, ca 1965

## Bezienswaardigheden

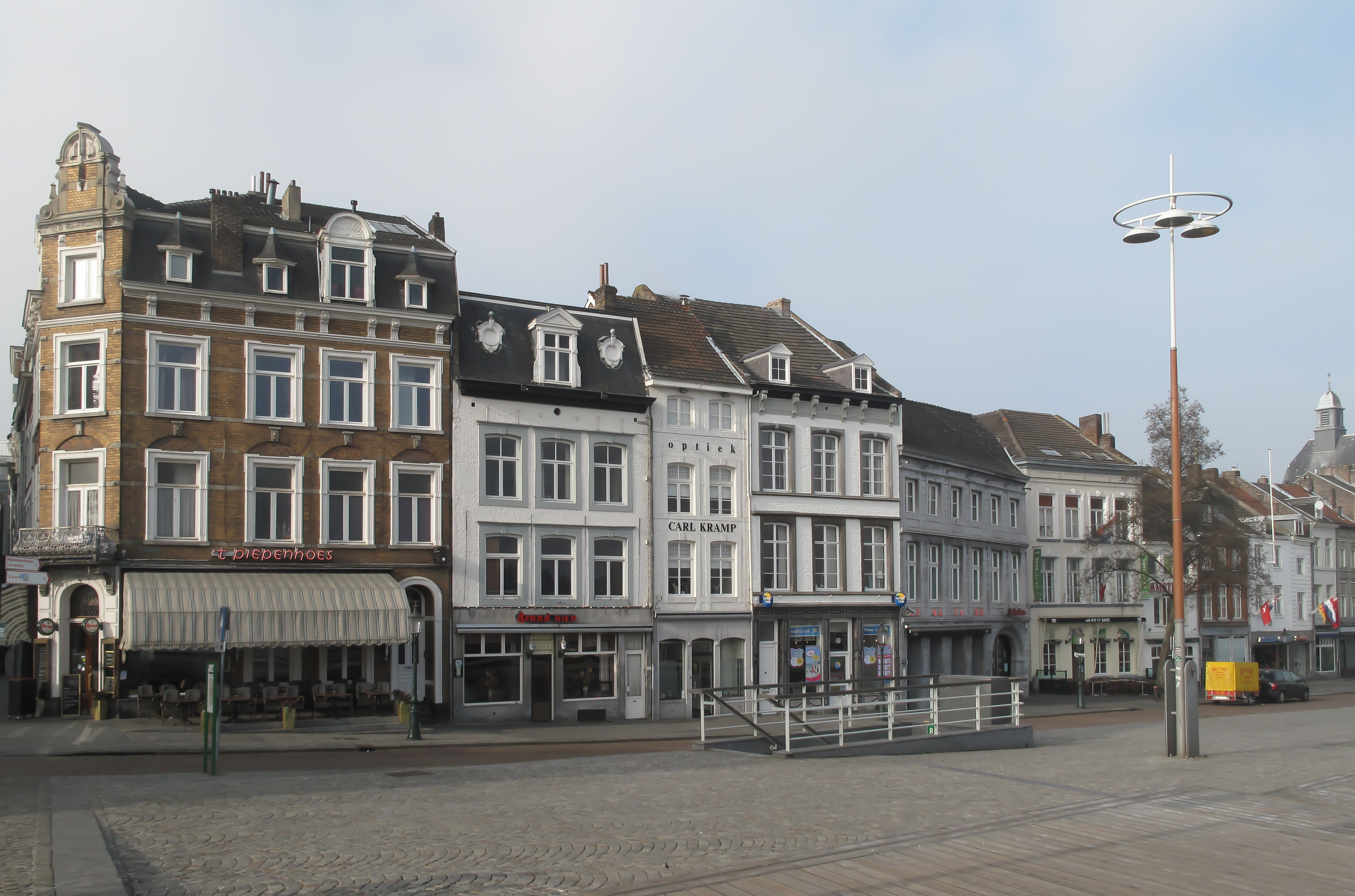
Monumentale woonhuizen, 2011

### Rijks- en gemeentelijke monumenten
Aan de Kesselskade bevinden zich 17 rijksmonumenten, merendeels woonhuizen uit de 17e en 18e eeuw. Het pand Kesselskade 57 stamt in oorsprong uit de 16e eeuw. Achter het pand Kesselskade 53 bevindt zich de neogotische kapel van de Vincentiusvereniging, een gemeentelijk monument. Het belangrijkste monument in de straat is de Augustijnenkerk, gebouwd tussen 1610 en 1659. De barokke topgevel toont het stadswapen van Maastricht en het familiewapen van Hendrik Huyn van Geleen, beide begunstigers van de kerk.

### Gevelstenen, struikelstenen
De gedenksteen afkomstig uit het huis in de Bokstraat waar Peter de Grote logeerde, is thans ingemetseld boven de deur van Achter het Vleeshuis 20. De steen bevat een chronogram met de tekst: aDVenIt CzarUs MosChoVIae ("De tsaar van Moskou was hier", 1717). De panden Kesselskade 58 en 60 bezitten beide een gevelsteen, respectievelijk drie haringen (zonder jaartal) en een sleutel (1702). Nummer 55 bezit inwendig een jaarsteen uit 1753. Bij het pand op nr. 54 bevindt zich een vijftal struikelstenen, ter herinnering aan de joodse families Korn-Nissenfeld en Leeraar, die hier woonden en in 1942-44 in Auschwitz en Sobibór werden vermoord.

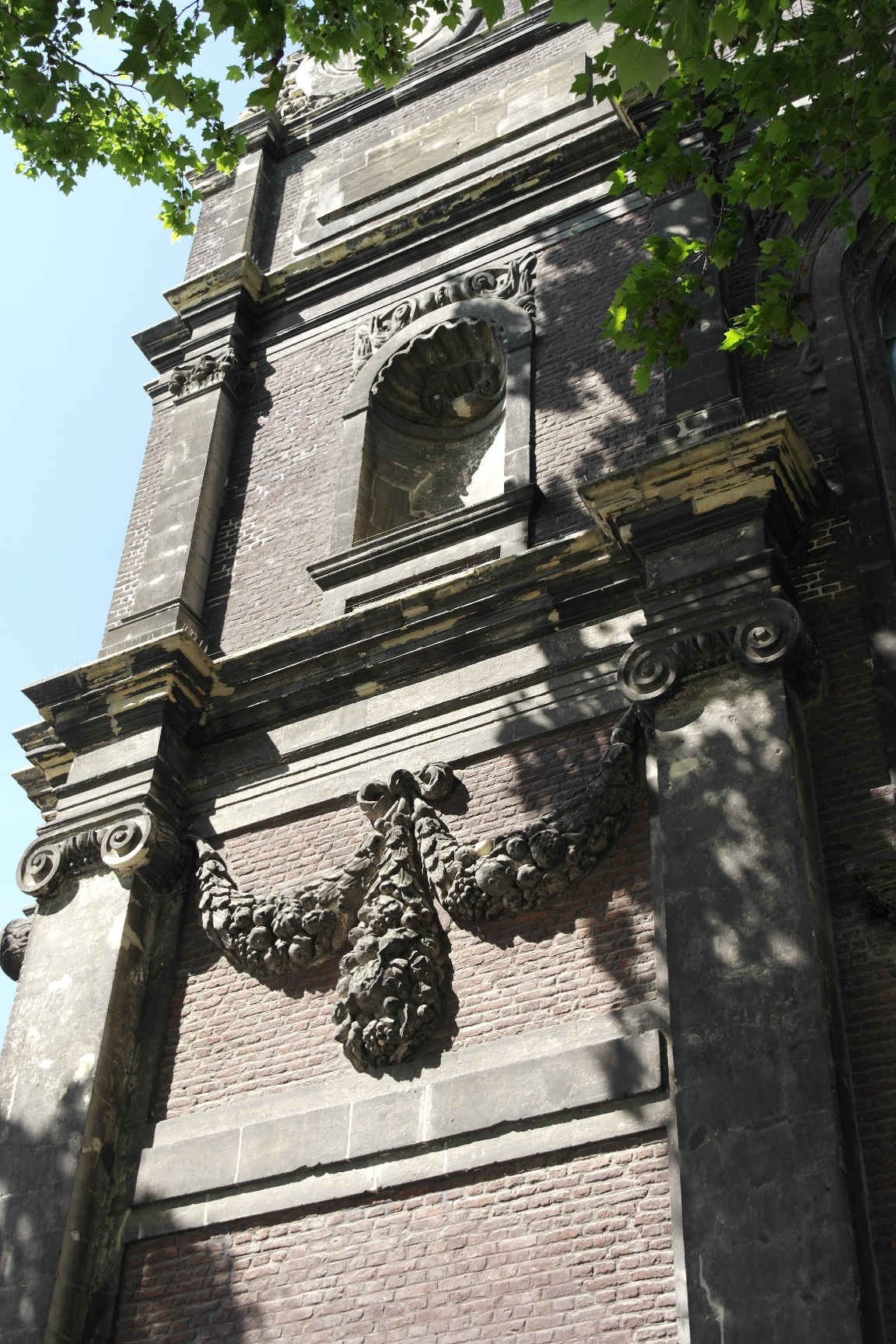
Geveldetail Augustijnenkerk
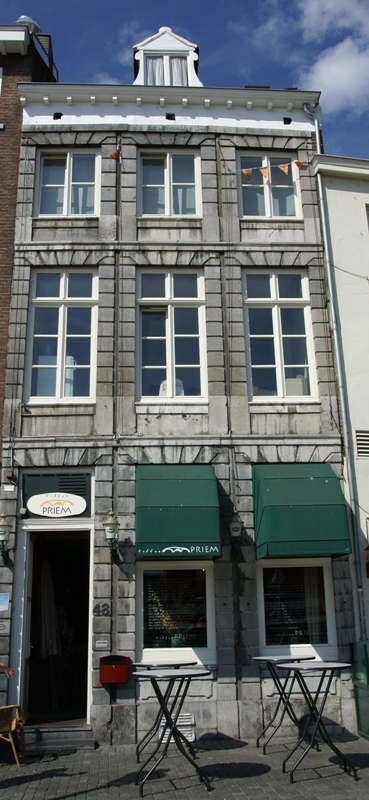
Kesselskade 48
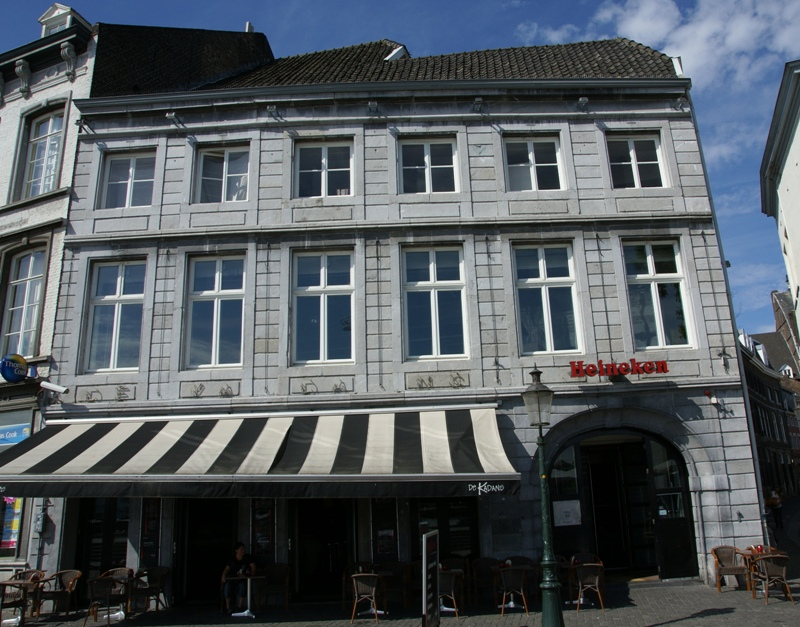
Kesselskade 62
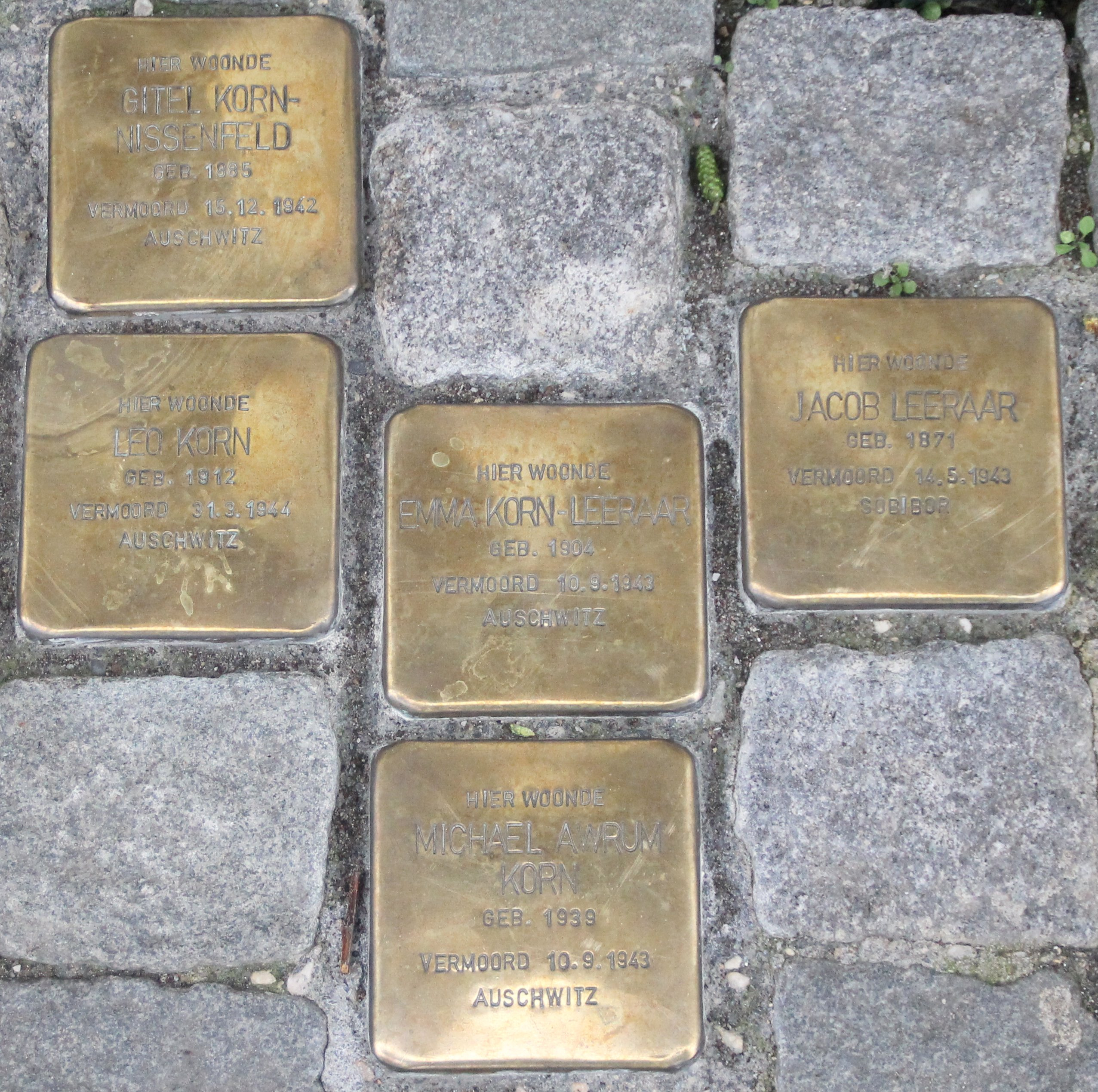
Struikelsteentjes nr 54